# Ctenus jaragua
Ctenus jaragua este o specie de păianjeni din genul Ctenus, familia Ctenidae, descrisă de Alayón în anul 2004. Conform Catalogue of Life specia Ctenus jaragua nu are subspecii cunoscute.